# Мулянка водяна
Мулянка водяна (Limosella aquatica) — вид трав'янистих рослин родини ранникові (Scrophulariaceae), поширений по всій помірній зоні Північної півкулі. Етимологія: лат. aquatica — «водяний».

## Опис
Однорічна трав'яниста рослина заввишки 3–10 см, гола, з повзучими пагонами, що вкорінюються. Усі листки прикореневі, на довгих черешках 1–4(9) см, пластини від широколінійних до вузько-лопатчатих, 3–15 мм довжиною, цілокраї, м'ясисті, верхівки тупі. Квітконіжки 0.7–1.3 см, стрункі. Квітки поодинокі, пазушні, дрібні; зубці чашечки гострі, відігнуті. Віночок 2–3 мм довжиною, білий, червонуватий або бузковий, майже вдвічі довше чашечки, верхівки тупі. Капсули яйцеподібні, бл. 3 мм. Насіння веретеновиде.

## Поширення
Північна Америка (Гренландія, Канада, США, Чьяпас (Мексика)); Південна Америка (Еквадор, Перу); Азія (Японія, Ізраїль, Йорданія, Росія, Вірменія, Кіпр, Туреччина); Європа (Естонія, Латвія, Литва, Молдова, Україна, Австрія, Бельгія, Чехія, Німеччина, Угорщина, Нідерланди, Польща, Словаччина, Швейцарія, Данія, Фінляндія, Ісландія, Ірландія, Норвегія, Швеція, Сполучене Королівство, Хорватія, Греція, Італія, Румунія, Сербія, Словенія, Франція, Португалія, Іспанія); Північна Африка (Єгипет, Марокко). Населяє вологі луки на краю лісу, мулисті ділянки на берегах водойм. Як правило, асоціюється з багатими поживними речовинами ділянками або ґрунтами з високим вмістом органічних речовин.
В Україні зростає в долинах річок і струмків, подах, на вологому ґрунті — у Закарпатті, басейнах Дністра, Дніпра, зазвичай; на берегах Сів. Дінцю, рідше.

## Статус
Вид перебуває під критичною загрозою зникнення в Хорватії, під загрозою зникнення в Австрії й Швейцарії, вразливий на Кіпрі й Італії і близький до вразливого стану в Швеції. Це дуже рідкісна рослина в східносередземноморських країнах. У Туреччині та Ірані вид дуже рідкісний.

## Галерея

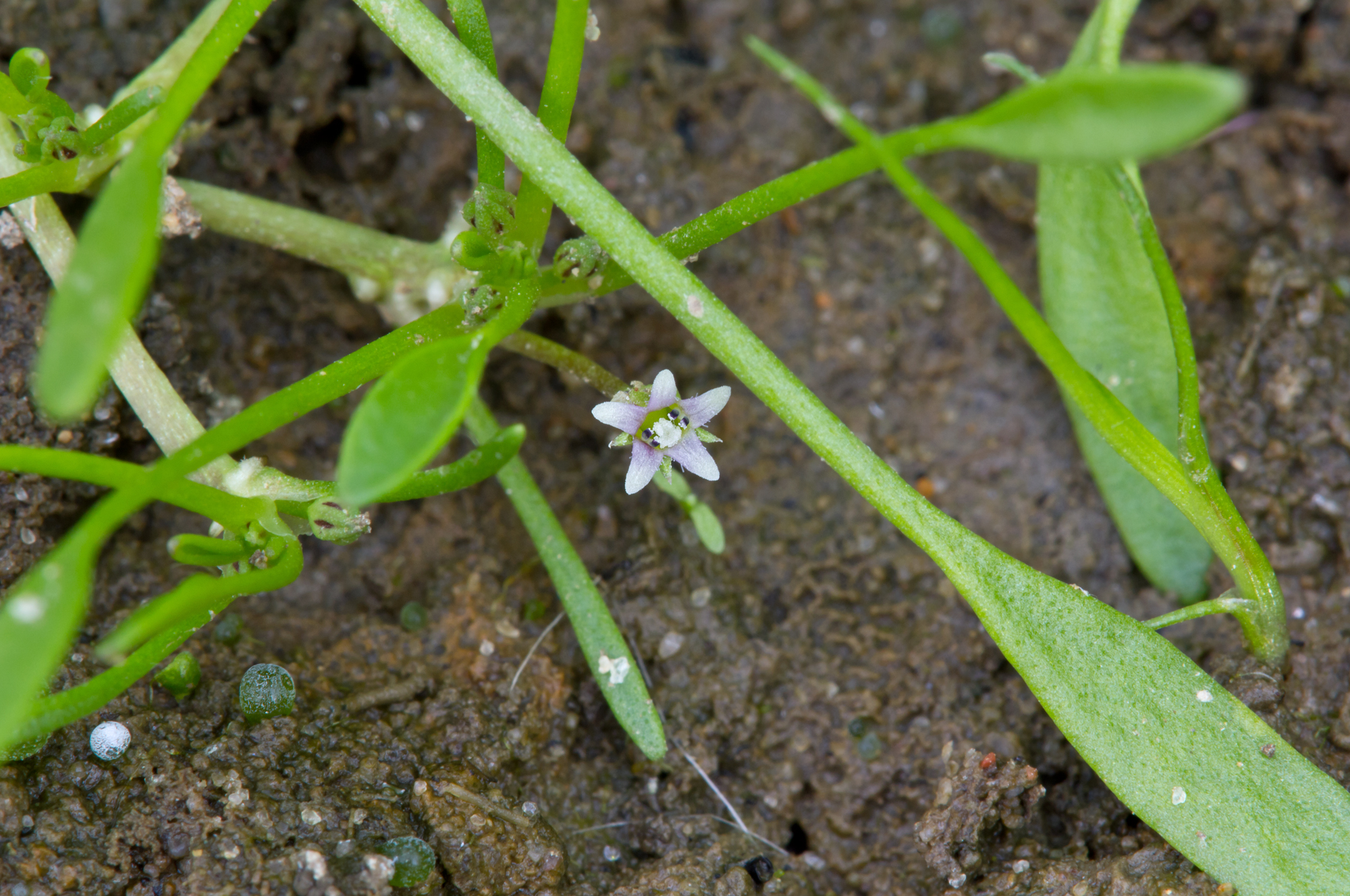
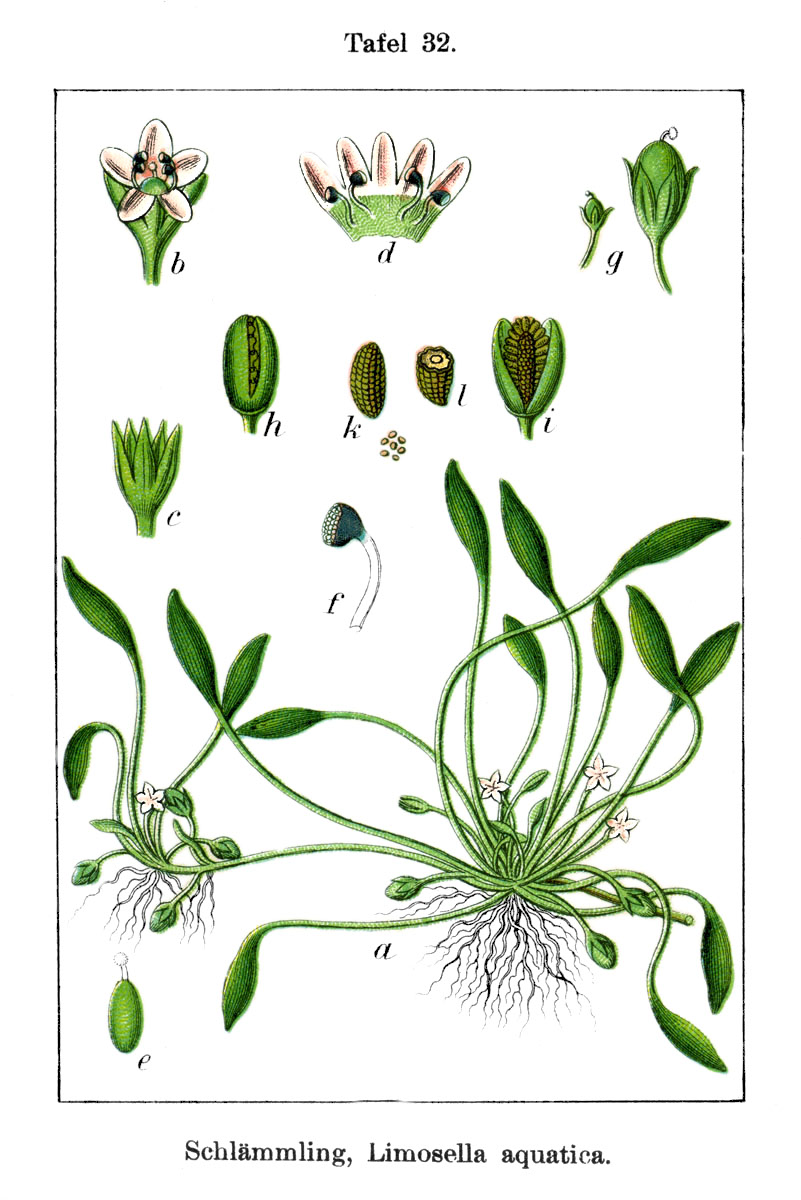